# Wikitribune
Wikitribune, stiliserat som WikiTRIBUNE, är en webbtidning där professionella journalister forskar och publicerar nyhetsartiklar tillsammans med frivilliga som kan hjälpa till med artiklarna genom korrekturläsning, faktakontroll, förslag på ändringar och tilläggning av källor. Jimmy Wales, medgrundare av Wikipedia tillkännagav webbplatsen i april 2017. Wikitribune är inte ansluten till Wikipedia eller dess moderorganisation, Wikimedia Foundation.
| ”             | Detta kommer att bli första gången som professionella journalister och medborgarjournalister kommer att arbeta sida vid sida som likar som skriver historier när de händer, redigerar dem live när de utvecklas och hela tiden stöds av en gemenskap som kontrollerar och åter kontrollerar alla fakta | „ |
| – Jimmy Wales | |   |

 Wales ämnar genom projektet att bekämpa falska nyheter online, han blev enligt uppgift motiverad att ta itu med problemet när han hörde Kellyanne Conway säga "alternativa fakta" på tv.
Demoversionen av webbplatsen har endast gjorts tillgänglig för en utvald publik, t.ex. media.

## Affärsmodell
Wikitribune finansieras av donatorer; ju större mängd pengar de samlar in, desto fler journalister kan de anställa. Crowdfundingen öppnade den 25 april 2017. Supportrarna kan välja själva hur stor mängd pengar de vill stödja tidningen med per månad, men tillgången till nyheterna kommer att vara gratis. Det har uppgets att beslutet att inte ha några aktieägare, annonsörer eller abonnenter kommer att minska det kommersiella trycket. Supportrar kommer också att kunna hjälpa till med att bestämma vilka ämnen webbplatsen kommer att fokusera på.
Journalisterna kommer att behöva tillhandahålla källmaterialet eller fullständiga utskrifter och inspelningar av intervjuer för all fakta som publiceras. Allmänheten kommer att kunna ändra och uppdatera artiklar, uppdateringen kommer dock bara att gå live då den blir godkänd av personal eller betrodda volontärer.
De personer som är inblandade i projektet som rådgivare till Jimmy Wales är Lily Cole, Jeff Jarvis, Guy Kawasaki och Lawrence Lessig.
Wales företag Jimmy Group, som han inkorporerade i början på april 2017, har lämnat in en varumärkesbegäran om "Wikitribune" till Intellectual Property Office i Storbritannien (Brittiska motsvarigheten till patentverket), begäran började undersökas den 25 april .